# Fenny Drayton
Fenny Drayton – wieś w Anglii, w Leicestershire. Leży 8 km od miasta Hinckley, 24,7 km od miasta Leicester i 151,3 km od Londynu. W 2015 miejscowość liczyła 516 mieszkańców. W 1931 roku civil parish liczyła 125 mieszkańców. Fenny Drayton jest wspomniana w Domesday Book (1086) jako Draitone.